# Jasmine Thompson
Jasmine Ying Thompson, född den 8 november 2000 i London, är en brittisk sångerska och låtskrivare. Thompson blev känd på sin Youtube-kanal, som mars 2019 har 3,3 miljoner följare och 580 miljoner visningar. Hennes akustiska omarbetning av Chaka Khans "Ain't Nobody" kom på trettioandra plats på UK Singles Chart efter att ha presenterats i en annons för varuhuskedjan Sainsbury’s. 2015 släppte Felix Jaehn en remix av "Ain't Nobody" med Thompson som sångare, som nådde första plats på listorna i mer än 10 länder.

## Musikkarriär

### 2013:Bundle of Tantrums
I juli 2013 släppte Thompson en coverversion av Naughty Boys låt "La La La". I augusti samma år släppte hon covers på Taylor Swifts "Everything Has Changed" (duett med Gerald Ko), Passengers "Let Her Go" och David Guettas "Titanium". Månaden efter släppte hon debutalbumet Bundle of Tantrums som innehöll singlarna "La La La", "Let Her Go" och "Titanium". I september släppte hon även covern Ain't Nobody som ursprungligen är en låt med Rufus och Chaka Khan. Låten var med i varuhuskedjan Sainsbury’s reklamfilm för deras eget varumärke "by Sainsbury's". Låten nådde plats 32 på både den brittiska och skotska singellistan. I oktober 2013 släppte hon EP:n Under the Willow Tree.
I juli 2013 var Thompson Support till australiska pop-fenomenet Cody Simpson på hans Acoustic Tour. Efter sista spelningen i Birmingham postade hon en bild av fansen på twitter och tackade för deras stöd.

### 2014–idag:Another Bundle of Tantrums
Den 20 april 2014 släppte hon sitt andra album Another Bundle of Tantrums. Albumet nådde plats 126 på den brittiska albumlistan. I september 2014 använde BBC Thompsons coverversion av Everybody Hurts i trailern för höstsäsongen av TV-serien EastEnders. I trailern upprepar rollfigurerna Kat Moon, Sharon Watts och Linda Carter Thompsons sångtext medan låten spelas.
Den 25 maj 2015 meddelade Thompson via sin Facebooksida att hon skrivit skivkontrakt med Atlantic Records. Dessförinnan hade hon släppt sina låtar själv som osignerad artist på Youtube och sin officiella webbsida. Thompsons första singel på Atlantic var singeln "Adore".
2015 släppte den tyska musikproducenten och DJ:n Felix Jaehn en remix baserad på Thompsons version av Ain't Nobody från 2013. Jaehns remix fick titeln Ain't Nobody (Loves Me Better). Låten blev en hit världen över och hamnade i topp på försäljningslistorna i Österrike, Tjeckien, Tyskland, Ungern, Israel och Nederländerna samt inom topp-tio i bland annat Storbritannien, Danmark, Sverige, Belgien, Frankrike, Finland, Schweiz och Ryssland.